# Fussball-Club Rot-Weiß Erfurt 2017-2018
Questa voce raccoglie le informazioni riguardanti il Fussball-Club Rot-Weiß Erfurt nelle competizioni ufficiali della stagione 2017-2018.

## Stagione
Nella stagione 2017-2018 il Rot Weiss Erfurt, allenato da Stefan Krämer, David Bergner e Stefan Emmerling, concluse il campionato di 3. Liga al 20º posto e fu retrocesso in Regionalliga. In Coppa di Germania il Rot Weiss Erfurt fu eliminato al primo turno dall'Hoffenheim.

## Rosa
| N. |                                 | Ruolo | Calciatore                |
| -- | ------------------------------- | ----- | ------------------------- |
| 1  | Germania (bandiera)             | P     | Philipp Klewin            |
| 2  | Grecia (bandiera)               | D     | Charalampos Chantzopoulos |
| 4  | Germania (bandiera)             | D     | Berkay Dabanlı            |
| 5  | Austria (bandiera)              | D     | Florian Neuhold           |
| 6  | Germania (bandiera)             | D     | André Laurito             |
| 7  | Germania (bandiera)             | C     | Theodor Bergmann          |
| 8  | Germania (bandiera)             | C     | Liridon Vocaj             |
| 9  | Germania (bandiera)             | A     | Tugay Uzan                |
| 10 | Germania (bandiera)             | C     | Daniel Brückner           |
| 11 | Bosnia ed Erzegovina (bandiera) | C     | Nermin Crnkić             |
| 13 | Germania (bandiera)             | C     | Alexander Ludwig          |
| 14 | Germania (bandiera)             | D     | Marius Wegmann            |
| 15 | Germania (bandiera)             | C     | Lion Lauberbach           |
| 16 | Ghana (bandiera)                | D     | Kusi Kwame                |
| 17 | Croazia (bandiera)              | D     | Luka Odak                 |
| 18 | Sri Lanka (bandiera)            | C     | Ahmed Waseem Razeek       |
| 19 | Germania (bandiera)             | C     | Merveille Biankadi        |

| N. |                     | Ruolo | Calciatore          |
| -- | ------------------- | ----- | ------------------- |
| 20 | Germania (bandiera) | C     | Bastian Kurz        |
| 21 | Germania (bandiera) | D     | Jens Möckel         |
| 23 | Germania (bandiera) | P     | Max Engl            |
| 24 | Germania (bandiera) | C     | Morten Rüdiger      |
| 25 | Germania (bandiera) | C     | Max Schwitalla      |
| 26 | Germania (bandiera) | D     | Ben Moritz          |
| 27 | Germania (bandiera) | A     | Carsten Kammlott    |
| 28 | Germania (bandiera) | D     | Wilfried Sarr       |
| 29 | Marocco (bandiera)  | C     | Samir Benamar       |
| 30 | Germania (bandiera) | C     | Marcel Kaffenberger |
| 31 | Germania (bandiera) | P     | Julian Knoll        |
| 32 | Germania (bandiera) | A     | Elias Huth          |
| 33 | Germania (bandiera) | C     | Tobias Kraulich     |
| 35 | Germania (bandiera) | D     | Til Schwarz         |
| 36 | Germania (bandiera) | D     | Marc Fleischhauer   |
| 37 | Germania (bandiera) | A     | Christopher Bieber  |
| 39 | Germania (bandiera) | A     | Hans Oeftger        |

## Organigramma societario
Area tecnica
- Allenatore:
- Allenatore in seconda: Ronny Hebestreit, Patrick Helmes, Norman Loose
- Preparatore dei portieri: René Twardzik
- Preparatori atletici: Christoph Rezler

## Calciomercato

### Sessione estiva
| Acquisti | Acquisti            | Acquisti            | Acquisti |
| R.       | Nome                | da                  | Modalità |
| -------- | ------------------- | ------------------- | -------- |
| D        | Ben Moritz          | Monaco 1860 II      |          |
| D        | Wilfried Sarr       | Kaiserslautern II   |          |
| C        | Alexander Ludwig    | Stahl Riesa         |          |
| C        | Merveille Biankadi  | Elversberg          |          |
| P        | Max Engl            | Monaco 1860         |          |
| A        | Elias Huth          | Hannover 96         |          |
| P        | Julian Knoll        | Rot-Weiß Erfurt U19 |          |
| C        | Bastian Kurz        | Augusta             |          |
| C        | Lion Lauberbach     | Rot-Weiß Erfurt U19 |          |
| D        | Florian Neuhold     | E. Braunschweig II  |          |
| C        | Ahmed Waseem Razeek | Magdeburgo          |          |
| C        | Morten Rüdiger      | E. Braunschweig II  |          |
| D        | Marius Wegmann      | Rot-Weiß Erfurt U19 |          |

| Cessioni | Cessioni          | Cessioni          | Cessioni |
| R.       | Nome              | a                 | Modalità |
| -------- | ----------------- | ----------------- | -------- |
| A        | Aloy Ihenacho     | RW Oberhausen     |          |
| A        | Okan Aydın        | Chemnitz          |          |
| P        | Erik Domaschke    | Meppen            |          |
| D        | Mario Erb         | Uerdingen 05      |          |
| D        | Jannis Nikolaou   | Kickers Würzburg  |          |
| C        | Maximilian Pommer | Lokomotive Lipsia |          |
| D        | Jonas Struß       | Wismut Gera       |          |
| C        | Sebastian Tyrała  | Magonza II        |          |

### Sessione invernale
| Acquisti | Acquisti                  | Acquisti | Acquisti |
| R.       | Nome                      | da       | Modalità |
| -------- | ------------------------- | -------- | -------- |
| D        | Charalampos Chantzopoulos | Jaro     |          |

| Cessioni | Cessioni       | Cessioni        | Cessioni |
| R.       | Nome           | a               | Modalità |
| -------- | -------------- | --------------- | -------- |
| D        | Christoph Menz | Fortuna Colonia |          |

## Risultati

### 3. Liga

#### Girone di andata
| Arbitro: | Gerach |

|             |           |              |
| Neuhold 10’ | Marcatori | 29’ Grimaldi |

| Arbitro: | Schlager |

|                              |           |  |
| Niemeyer 4’ Türpitz 27’, 28’ | Marcatori |  |

| Arbitro: | Günsch |

|  |           |            |
|  | Marcatori | 27’ Hüsing |

| Arbitro: | Reichel |

|                          |           |             |
| Garbuschewski 90’ (rig.) | Marcatori | 49’ Dabanlı |

| Arbitro: | Wollenweber |

|  |           |            |
|  | Marcatori | 34’ Michel |

| Arbitro: | Börner |

|                |           |            |
| Welzmüller 56’ | Marcatori | 87’ Razeek |

| Arbitro: | Dankert |

|            |           |  |
| Bieber 68’ | Marcatori |  |

| Arbitro: | Jöllenbeck |

|  |           |           |
|  | Marcatori | 3’ Razeek |

| Arbitro: | Winter |

|  |           |                   |
|  | Marcatori | 35’ Hagn 59’ Hain |

| Arbitro: | Rohde |

|                                    |           |  |
| Laurito 17’ (aut.) Schleusener 90’ | Marcatori |  |

| Arbitro: | Waschitzki-Günther |

|          |           |                               |
| Huth 75’ | Marcatori | 51’, 62’ Schäffler 87’ Mrowca |

| Arbitro: | Osmanagic |

|                            |           |  |
| Keita-Ruel 74’ Dahmani 87’ | Marcatori |  |

| Arbitro: | Cortus |

|              |           |            |
| Kammlott 27’ | Marcatori | 90’ Müller |

| Arbitro: | Günsch |

|            |           |  |
| Endres 87’ | Marcatori |  |

| Arbitro: | Skorczyk |

|                     |           |                                     |
| Huth 17’ Möckel 28’ | Marcatori | 8’, 47’ Oesterhelweg 35’ Freiberger |

| Arbitro: | Alt |

|                     |           |  |
| Thermann 64’ (rig.) | Marcatori |  |

| Brema 25 novembre 2017, ore 14:00 CET 17ª giornata | Werder Brema II | 0 – 0 referto | Rot-Weiß Erfurt | Weserstadion - Platz 11 (615 spett.)\| Arbitro: \| Schult \| |
| Arbitro:                                           | Schult          |               |                 |                                                              |

| Erfurt 2 dicembre 2017, ore 14:00 CET 18ª giornata | Rot-Weiß Erfurt | 0 – 0 referto | Meppen | Steigerwaldstadion (3 933 spett.)\| Arbitro: \| Weickenmeier \| |
| Arbitro:                                           | Weickenmeier    |               |        |                                                                 |

| Arbitro: | Jablonski |

|                                            |           |             |
| Ademi 27’, 71’ Göbel 43’ Müller 86’ (rig.) | Marcatori | 74’ Laurito |

#### Girone di ritorno
| Arbitro: | Bokop |

|                                                       |           |  |
| Rühle 6’ Kobylański 15’ (rig.), 50’ Grimaldi 74’, 86’ | Marcatori |  |

| Arbitro: | Storks |

|                                  |           |          |
| Neuhold 70’ Laurito 75’ Huth 88’ | Marcatori | 66’ Beck |

| Arbitro: | Siewer |

|                               |           |            |
| Benyamina 27’ Breier 71’, 83’ | Marcatori | 62’ Razeek |

| Arbitro: | Bacher |

|  |           |                           |
|  | Marcatori | 35’ Eisele 45’, 51’ König |

| Arbitro: | Steinhaus-Webb |

|  |           |              |
|  | Marcatori | 68’ Bergmann |

| Arbitro: | Koslowski |

|  |           |           |
|  | Marcatori | 37’ Morys |

| Arbitro: | Cortus |

|           |           |  |
| Dietz 90’ | Marcatori |  |

| Arbitro: | Haslberger |

|                                      |           |                                               |
| Huth 18’, 65’ Crnkić 25’ Laurito 48’ | Marcatori | 6’ Álvarez 29’ Heider 37’ Danneberg 67’ Iyoha |

| Arbitro: | Skorczyk |

|              |           |          |
| Schimmer 90’ | Marcatori | 62’ Uzan |

| Arbitro: | Müller |

|          |           |                                 |
| Huth 34’ | Marcatori | 12’, 89’ Schleusener 19’ Gordon |

| Arbitro: | Hussein |

|                                          |           |                            |
| Schäffler 10’, 18’, 89’ Brandstetter 22’ | Marcatori | 6’ Biankadi 68’ Lauberbach |

| Arbitro: | Müller |

|                     |           |             |
| Uzan 64’ Crnkić 67’ | Marcatori | 90’ Falahen |

| Arbitro: | Osmanagic |

|                                |           |  |
| Manu 3’ Fennell 33’ Fetsch 41’ | Marcatori |  |

| Arbitro: | Waschitzki-Günther |

|  |           |                                                             |
|  | Marcatori | 7’ Hansch 12’ Slavov 16’ Młynikowski 76’ Bachmann 80’ Kluft |

| Arbitro: | Skorczyk |

|                |           |  |
| Dej 68’ (rig.) | Marcatori |  |

| Arbitro: | Winter |

|  |           |                                                                        |
|  | Marcatori | 5’ Röttger 28’ (rig.) Thermann 38’ Bösel 41’ Fehr 55’ Binakaj 70’ Baku |

| Arbitro: | Haslberger |

|  |           |                                    |
|  | Marcatori | 18’ Eilers 86’ Osabutey 90’ Jensen |

| Arbitro: | Brütting |

|                                   |           |  |
| Granatowski 26’ Tankulić 59’, 64’ | Marcatori |  |

| Arbitro: | Bläser |

|         |           |                                       |
| Huth 4’ | Marcatori | 22’ Ademi 54’ Skarlatidis 85’ Baumann |

### Coppa di Germania
| Arbitro: | Siebert |

|  |           |           |
|  | Marcatori | 55’ Amiri |

## Statistiche

### Statistiche di squadra
| Competizione      | Punti | In casa | In casa | In casa | In casa | In casa | In casa | In trasferta | In trasferta | In trasferta | In trasferta | In trasferta | In trasferta | Totale | Totale | Totale | Totale | Totale | Totale | DR  |
| Competizione      | Punti | G       | V       | N       | P       | Gf      | Gs      | G            | V            | N            | P            | Gf           | Gs           | G      | V      | N      | P      | Gf     | Gs     | DR  |
| ----------------- | ----- | ------- | ------- | ------- | ------- | ------- | ------- | ------------ | ------------ | ------------ | ------------ | ------------ | ------------ | ------ | ------ | ------ | ------ | ------ | ------ | --- |
| 3. Liga           | 23    | 19      | 3       | 4       | 12      | 17      | 42      | 19           | 2            | 4            | 13           | 9            | 36           | 38     | 5      | 8      | 25     | 26     | 78     | -52 |
| Coppa di Germania | -     | 1       | 0       | 0       | 1       | 0       | 1       | 0            | 0            | 0            | 0            | 0            | 0            | 1      | 0      | 0      | 1      | 0      | 1      | -1  |
| Totale            | 23    | 20      | 3       | 4       | 13      | 17      | 43      | 19           | 2            | 4            | 13           | 9            | 36           | 39     | 5      | 8      | 26     | 26     | 79     | -53 |

### Andamento in campionato
| Giornata  | 1  | 2  | 3  | 4  | 5  | 6  | 7  | 8  | 9  | 10 | 11 | 12 | 13 | 14 | 15 | 16 | 17 | 18 | 19 | 20 | 21 | 22 | 23 | 24 | 25 | 26 | 27 | 28 | 29 | 30 | 31 | 32 | 33 | 34 | 35 | 36 | 37 | 38 |
| --------- | -- | -- | -- | -- | -- | -- | -- | -- | -- | -- | -- | -- | -- | -- | -- | -- | -- | -- | -- | -- | -- | -- | -- | -- | -- | -- | -- | -- | -- | -- | -- | -- | -- | -- | -- | -- | -- | -- |
| Luogo     | C  | T  | C  | T  | C  | T  | C  | T  | C  | T  | C  | T  | C  | T  | C  | T  | T  | C  | T  | T  | C  | T  | C  | T  | C  | T  | C  | T  | C  | T  | C  | T  | C  | T  | C  | C  | T  | C  |
| Risultato | N  | P  | P  | N  | P  | N  | V  | V  | P  | P  | P  | P  | N  | P  | P  | P  | N  | N  | P  | P  | V  | P  | P  | V  | P  | P  | N  | N  | P  | P  | V  | P  | P  | P  | P  | P  | P  | P  |
| Posizione | 20 | 20 | 20 | 20 | 20 | 20 | 20 | 19 | 19 | 20 | 20 | 20 | 20 | 20 | 20 | 20 | 20 | 20 | 20 | 20 | 20 | 20 | 20 | 20 | 20 | 20 | 20 | 20 | 20 | 20 | 20 | 20 | 20 | 20 | 20 | 20 | 20 | 20 |

Legenda:

Luogo: C = Casa; T = Trasferta. Risultato: V = Vittoria; N = Pareggio; P = Sconfitta.

### Statistiche dei giocatori
!! colspan="4" | Totale

| Giocatore        | 3. Liga  | 3. Liga | 3. Liga     | 3. Liga    | Coppa di Germania S. Benamar | Coppa di Germania S. Benamar | Coppa di Germania S. Benamar | Coppa di Germania S. Benamar | 15       | 0    | 4           | 0          | 1 | 0 | 0 | 0 | 16 | 0 | 4 | 0 |
| Giocatore        | Presenze | Reti    | Ammonizioni | Espulsioni | Presenze                     | Reti                         | Ammonizioni                  | Espulsioni                   | Presenze | Reti | Ammonizioni | Espulsioni |   |   |   |   |    |   |   |   |
| T. Bergmann      | 17       | 1       | 4           | 0          | 0                            | 0                            | 0                            | 0                            | 17       | 1    | 4           | 0          |   |   |   |   |    |   |   |   |
| M. Biankadi      | 34       | 1       | 9           | 1          | 1                            | 0                            | 0                            | 0                            | 35       | 1    | 9           | 1          |   |   |   |   |    |   |   |   |
| C. Bieber        | 21       | 1       | 1           | 1          | 1                            | 0                            | 0                            | 0                            | 22       | 1    | 1           | 1          |   |   |   |   |    |   |   |   |
| D. Brückner      | 25       | 0       | 6           | 0          | 0                            | 0                            | 0                            | 0                            | 25       | 0    | 6           | 0          |   |   |   |   |    |   |   |   |
| C. Chantzopoulos | 5        | 0       | 0           | 0          | 0                            | 0                            | 0                            | 0                            | 5        | 0    | 0           | 0          |   |   |   |   |    |   |   |   |
| N. Crnkić        | 11       | 2       | 1           | 1          | 0                            | 0                            | 0                            | 0                            | 11       | 2    | 1           | 1          |   |   |   |   |    |   |   |   |
| B. Dabanlı       | 18       | 1       | 5           | 0          | 1                            | 0                            | 0                            | 0                            | 19       | 1    | 5           | 0          |   |   |   |   |    |   |   |   |
| M. Engl          | 1        | 0       | 0           | 0          | 0                            | 0                            | 0                            | 0                            | 1        | 0    | 0           | 0          |   |   |   |   |    |   |   |   |
| M. Fleischhauer  | 1        | 0       | 0           | 0          | 0                            | 0                            | 0                            | 0                            | 1        | 0    | 0           | 0          |   |   |   |   |    |   |   |   |
| E. Huth          | 36       | 7       | 5           | 0          | 1                            | 0                            | 1                            | 0                            | 37       | 7    | 6           | 0          |   |   |   |   |    |   |   |   |
| M. Kaffenberger  | 12       | 0       | 7           | 0          | 0                            | 0                            | 0                            | 0                            | 12       | 0    | 7           | 0          |   |   |   |   |    |   |   |   |
| C. Kammlott      | 21       | 1       | 2           | 0          | 1                            | 0                            | 0                            | 0                            | 22       | 1    | 2           | 0          |   |   |   |   |    |   |   |   |
| P. Klewin        | 36       | 0       | 7           | 0          | 1                            | 0                            | 0                            | 0                            | 37       | 0    | 7           | 0          |   |   |   |   |    |   |   |   |
| J. Knoll         | 1        | 0       | 0           | 0          | 0                            | 0                            | 0                            | 0                            | 1        | 0    | 0           | 0          |   |   |   |   |    |   |   |   |
| T. Kraulich      | 8        | 0       | 1           | 0          | 0                            | 0                            | 0                            | 0                            | 8        | 0    | 1           | 0          |   |   |   |   |    |   |   |   |
| B. Kurz          | 23       | 0       | 2           | 0          | 1                            | 0                            | 0                            | 0                            | 24       | 0    | 2           | 0          |   |   |   |   |    |   |   |   |
| K. Kwame         | 14       | 0       | 3           | 0          | 0                            | 0                            | 0                            | 0                            | 14       | 0    | 3           | 0          |   |   |   |   |    |   |   |   |
| L. Lauberbach    | 23       | 1       | 1           | 0          | 0                            | 0                            | 0                            | 0                            | 23       | 1    | 1           | 0          |   |   |   |   |    |   |   |   |
| A. Laurito       | 21       | 3       | 6           | 0          | 0                            | 0                            | 0                            | 0                            | 21       | 3    | 6           | 0          |   |   |   |   |    |   |   |   |
| A. Ludwig        | 14       | 0       | 6           | 0          | 1                            | 0                            | 0                            | 0                            | 15       | 0    | 6           | 0          |   |   |   |   |    |   |   |   |
| C. Menz          | 17       | 0       | 5           | 1          | 1                            | 0                            | 0                            | 0                            | 18       | 0    | 5           | 1          |   |   |   |   |    |   |   |   |
| B. Moritz        | 2        | 0       | 1           | 0          | 0                            | 0                            | 0                            | 0                            | 2        | 0    | 1           | 0          |   |   |   |   |    |   |   |   |
| J. Möckel        | 24       | 1       | 5           | 1          | 1                            | 0                            | 0                            | 0                            | 25       | 1    | 5           | 1          |   |   |   |   |    |   |   |   |
| F. Neuhold       | 17       | 2       | 3           | 0          | 1                            | 0                            | 0                            | 0                            | 18       | 2    | 3           | 0          |   |   |   |   |    |   |   |   |
| L. Odak          | 29       | 0       | 11          | 0          | 1                            | 0                            | 0                            | 0                            | 30       | 0    | 11          | 0          |   |   |   |   |    |   |   |   |
| H. Oeftger       | 2        | 0       | 1           | 0          | 0                            | 0                            | 0                            | 0                            | 2        | 0    | 1           | 0          |   |   |   |   |    |   |   |   |
| A. Razeek        | 29       | 3       | 7           | 0          | 1                            | 0                            | 0                            | 0                            | 30       | 3    | 7           | 0          |   |   |   |   |    |   |   |   |
| M. Rüdiger       | 16       | 0       | 1           | 0          | 0                            | 0                            | 0                            | 0                            | 16       | 0    | 1           | 0          |   |   |   |   |    |   |   |   |
| W. Sarr          | 13       | 0       | 4           | 0          | 0                            | 0                            | 0                            | 0                            | 13       | 0    | 4           | 0          |   |   |   |   |    |   |   |   |
| T. Schwarz       | 0        | 0       | 0           | 0          | 0                            | 0                            | 0                            | 0                            | 0        | 0    | 0           | 0          |   |   |   |   |    |   |   |   |
| M. Schwitalla    | 1        | 0       | 0           | 0          | 0                            | 0                            | 0                            | 0                            | 1        | 0    | 0           | 0          |   |   |   |   |    |   |   |   |
| T. Uzan          | 6        | 2       | 0           | 0          | 0                            | 0                            | 0                            | 0                            | 6        | 2    | 0           | 0          |   |   |   |   |    |   |   |   |
| L. Vocaj         | 10       | 0       | 1           | 0          | 0                            | 0                            | 0                            | 0                            | 10       | 0    | 1           | 0          |   |   |   |   |    |   |   |   |
| M. Wegmann       | 2        | 0       | 0           | 0          | 0                            | 0                            | 0                            | 0                            | 2        | 0    | 0           | 0          |   |   |   |   |    |   |   |   |